# Nyakaledonienrall
Nyakaledonienrall (Gallirallus lafresnayanus) är en utrotningshotad fågel i familjen rallar inom ordningen tran- och rallfåglar.

## Utseende
Nyakaledonienrallen är en stor, 44 centimeter lång flygoförmögen rall. Den är enfärgat brun ovan, gråare under med dämpat gul lång nedåtböjd näbb och korta hornfärgade ben. Lätet är okänt.

## Utbredning och systematik
Fågeln är känd från åtminstone 17 exemplar insamlade mellan 1860 och 1890 från Nya Kaledonien och tydligen även Ile de Pins. Obekräftade rapporter finns från dels Mt Panié i norr och källorna till Rivière Blanche i söder på 1960-talet och 1984 (Mt Panié).

## Levnadssätt
Nyakaledonienrallen tros ha levt i städsegröna skogar i liknande miljöer som kagun (Rhynochetos jubatus). Tidigare fynd har gjorts från havsnivån upp till 1000 meters höjd, medan sentida rapporter kommer från otillgängliga bergsskogar, troligen för att det i dessa områden finns färre införda rovdjur. Även om två rapporter från våtmarksområden inte verkar troliga har det föreslagits att dessa miljöer kan vara de sista tillhållen fria från hundar och grisar. Den lever troligen av ryggradslösa djur som daggmaskar.

## Status
IUCN kategoriserar arten som akut hotad. Den har inte med säkerhet setts sedan 1890, trots ett antal eftersökningar. Den är troligen redan utrotad av införda katter, råttor och grisar. Obekräftade rapporter från 1960-talet och 1984 tyder dock på att arten kan ha överlevt i till största delen otillgängliga bergsskogar.

## Namn
Fågelns vetenskapliga artnamn hedrar den franske ornitologen Frédéric de Lafresnaye (1783-1861). På svenska har den även kallats nykaledonsk rall och Nya Kaledonienrall.